# Wimbledon-mesterskabet i herredouble 2015
Wimbledon-mesterskabet i herredouble 2015 var den 123. herredoubleturnering ved Wimbledon-mesterskaberne i tennis. Mesterskabet blev vundet af det fjerdeseedede par bestående af Jean-Julien Rojer fra Holland og Horia Tecău fra Rumænien, som dermed begge vandt sin første grand slam-titel i herredouble og deres anden grand slam-titel i alt. Tecău havde tidligere tabt tre Wimbledon-finaler i herredouble i træk i årene 2010, 2011 og 2012 sammen med Robert Lindstedt. I finalen besejrede de Jamie Murray fra Storbritannien og John Peers fra Australien (seedet 13) med 7-6 (7-5), 6-4, 6-4.
Vasek Pospisil og Jack Sock var forsvarende mestre, men det tredjeseedede par tabte allerede i tredje runde til de senere finalister Jamie Murray og John Peers med 3-6, 6-7 (6-8), 7-6 (7-5), 6-3, 6-8, og de var dermed det eneste af de fire højst seedede par, der ikke mindst nåede frem til kvartfinalerne.
Der var dansk deltagelse i rækken, eftersom de tidligere vindere Jonathan Marray og Frederik Løchte Nielsen genoptog deres samarbejde fra 2012 og modtog et wildcard til turneringen. Den dansk-britiske konstellation blev slået ud i tredje runde af det andenseedede par bestående af Ivan Dodig og Marcelo Melo med 6-1, 6-4, 7-6 (8-6).

## Præmier
Den samlede præmiesum i herredoubleturneringen androg £ 1.540.000 ekskl. per diem, hvilket var en stigning på 5,0 % i forhold til året før.
| Vinder            | £ 340.000 | £ 340.000   | +4,6 % |
| Finalist          | £ 170.000 | £ 170.000   | +4,3 % |
| Semifinalister    | £ 85.000  | £ 170.000   | +4,3 % |
| Kvartfinalister   | £ 43.000  | £ 172.000   | +4,9 % |
| Tabere i 3. runde | £ 22.500  | £ 180,000   | +4,7 % |
| Tabere i 2. runde | £ 13.750  | £ 220.000   | +5,8 % |
| Tabere i 1. runde | £ 9.000   | £ 288.000   | +5,9 % |
| Samlet præmiesum  |           | £ 1.540.000 | +5,0 % |

## Hovedturnering

### Spillere
Hovedturneringen havde deltagelse af 64 par. Heraf havde 54 par kvalificeret sig i kraft af deres ranglisteplacering, fire par havde spillet sig gennem kvalifikationen (Q), mens seks par havde modtaget et wildcard (WC). Efterfølgende meldte to par afbud, hvilket gav plads til to lucky loser-par.

### Resultater

#### Kvartfinaler, semifinaler og finale
| Bob Bryan  |
| Mike Bryan |

| Rohan Bopanna |
| Florin Mergea |

| Rohan Bopanna |
| Florin Mergea |

| Jean-Julien Rojer |
| Horia Tecău       |

| Jean-Julien Rojer |
| Horia Tecău       |

| Marcin Matkowski |
| Nenad Zimonjić   |

| Jean-Julien Rojer |
| Horia Tecău       |

| Alexander Peya |
| Bruno Soares   |

| Jamie Murray |
| John Peers   |

| Jamie Murray |
| John Peers   |

| Jamie Murray |
| John Peers   |

| Jonathan Erlich    |
| Philipp Petzschner |

| Jonathan Erlich    |
| Philipp Petzschner |

| Ivan Dodig   |
| Marcelo Melo |

#### Første til tredje runde
| Bob Bryan  |
| Mike Bryan |

| Gero Kretschmer    |
| Alexander Satschko |

| Bob Bryan  |
| Mike Bryan |

| Steve Johnson |
| Sam Querrey   |

| Steve Johnson |
| Sam Querrey   |

| Aljaž Bedene  |
| Damir Džumhur |

| Bob Bryan  |
| Mike Bryan |

| Santiago Giraldo |
| João Sousa       |

| Mate Pavić    |
| Michael Venus |

| Mate Pavić    |
| Michael Venus |

| Mate Pavić    |
| Michael Venus |

| Pablo Andújar |
| Oliver Marach |

| Raven Klaasen |
| Rajeev Ram    |

| Raven Klaasen |
| Rajeev Ram    |

| Rohan Bopanna |
| Florin Mergea |

| Tim Smyczek |
| Jiří Veselý |

| Rohan Bopanna |
| Florin Mergea |

| Radek Štěpánek  |
| Mikhail Juzjnyj |

| Thomaz Bellucci |
| Guillermo Durán |

| Thomaz Bellucci |
| Guillermo Durán |

| Rohan Bopanna |
| Florin Mergea |

| Adrian Mannarino |
| Lucas Pouille    |

| Łukasz Kubot |
| Maks Mirnyj  |

| Łukasz Kubot |
| Maks Mirnyj  |

| Łukasz Kubot |
| Maks Mirnyj  |

| Mateusz Kowalczyk |
| Igor Zelenay      |

| Marcel Granollers |
| Marc López        |

| Marcel Granollers |
| Marc López        |

| Jean-Julien Rojer |
| Horia Tecău       |

| Martin Kližan |
| Lukáš Rosol   |

| Jean-Julien Rojer |
| Horia Tecău       |

| Víctor Estrella Burgos |
| João Souza             |

| Andre Begemann |
| Julian Knowle  |

| Andre Begemann |
| Julian Knowle  |

| Jean-Julien Rojer |
| Horia Tecău       |

| Robert Lindstedt |
| Jürgen Melzer    |

| Lleyton Hewitt     |
| Thanasi Kokkinakis |

| Mahesh Bhupathi  |
| Janko Tipsarević |

| Robert Lindstedt |
| Jürgen Melzer    |

| Lleyton Hewitt     |
| Thanasi Kokkinakis |

| Lleyton Hewitt     |
| Thanasi Kokkinakis |

| Marin Draganja |
| Henri Kontinen |

| Pierre-Hugues Herbert |
| Nicolas Mahut         |

| Nicolás Almagro      |
| A. Menéndez-Maceiras |

| Pierre-Hugues Herbert |
| Nicolas Mahut         |

| Gilles Müller        |
| Aisam-ul-Haq Qureshi |

| Gilles Müller        |
| Aisam-ul-Haq Qureshi |

| Benjamin Becker |
| Roberto Maytín  |

| Pierre-Hugues Herbert |
| Nicolas Mahut         |

| Dominic Inglot         |
| Édouard Roger-Vasselin |

| Marcin Matkowski |
| Nenad Zimonjić   |

| Rameez Junaid  |
| Adil Shamasdin |

| Dominic Inglot         |
| Édouard Roger-Vasselin |

| Ken Skupski  |
| Neal Skupski |

| Marcin Matkowski |
| Nenad Zimonjić   |

| Marcin Matkowski |
| Nenad Zimonjić   |

| Alexander Peya |
| Bruno Soares   |

| Pablo Carreño Busta  |
| Daniel Gimeno-Traver |

| Alexander Peya |
| Bruno Soares   |

| Sergej Betov    |
| Aljaksandr Bury |

| Sergej Betov    |
| Aljaksandr Bury |

| Edward Corrie |
| Kyle Edmund   |

| Alexander Peya |
| Bruno Soares   |

| Matthew Ebden |
| James Ward    |

| Daniel Nestor |
| Leander Paes  |

| Tejmuraz Gabasjvili |
| Lu Yen-Hsun         |

| Tejmuraz Gabasjvili |
| Lu Yen-Hsun         |

| Dušan Lajović  |
| Viktor Troicki |

| Daniel Nestor |
| Leander Paes  |

| Daniel Nestor |
| Leander Paes  |

| Jamie Murray |
| John Peers   |

| Luke Bambridge |
| Liam Broady    |

| Jamie Murray |
| John Peers   |

| Nicholas Monroe |
| Artem Sitak     |

| Nicholas Monroe |
| Artem Sitak     |

| Dustin Brown          |
| Andreas Haider-Maurer |

| Jamie Murray |
| John Peers   |

| Eric Butorac  |
| Colin Fleming |

| Vasek Pospisil |
| Jack Sock      |

| František Čermák |
| Philipp Oswald   |

| Eric Butorac  |
| Colin Fleming |

| Sam Groth          |
| Sergij Stakhovskij |

| Vasek Pospisil |
| Jack Sock      |

| Vasek Pospisil |
| Jack Sock      |

| Simone Bolelli |
| Fabio Fognini  |

| Guillermo García-López |
| Malek Jaziri           |

| Guillermo García-López |
| Malek Jaziri           |

| Marcus Daniell    |
| Marcelo Demoliner |

| Marcus Daniell    |
| Marcelo Demoliner |

| Robin Haase  |
| Benoît Paire |

| Marcus Daniell    |
| Marcelo Demoliner |

| Albert Ramos Viñolas |
| Andreas Seppi        |

| Jonathan Erlich    |
| Philipp Petzschner |

| Jonathan Erlich    |
| Philipp Petzschner |

| Jonathan Erlich    |
| Philipp Petzschner |

| Treat Huey   |
| Scott Lipsky |

| Treat Huey   |
| Scott Lipsky |

| Pablo Cuevas  |
| David Marrero |

| Juan Sebastián Cabal |
| Robert Farah         |

| Chris Guccione |
| André Sá       |

| Juan Sebastián Cabal |
| Robert Farah         |

| Jonathan Marray         |
| Frederik Løchte Nielsen |

| Jonathan Marray         |
| Frederik Løchte Nielsen |

| Fabrice Martin |
| Purav Raja     |

| Jonathan Marray         |
| Frederik Løchte Nielsen |

| Radu Albot        |
| Mikhail Kukusjkin |

| Ivan Dodig   |
| Marcelo Melo |

| Mariusz Fyrstenberg |
| Santiago González   |

| Mariusz Fyrstenberg |
| Santiago González   |

| Leonardo Mayer    |
| Diego Schwartzman |

| Ivan Dodig   |
| Marcelo Melo |

| Ivan Dodig   |
| Marcelo Melo |

## Kvalifikation

### Spillere
Kvalifikationsturneringen havde deltagelse af 16 par, der spillede om fire pladser i hovedturneringen.

### Resultater
| Marcus Daniell    |
| Marcelo Demoliner |

| Ričardas Berankis |
| James Cerretani   |

| Marcus Daniell    |
| Marcelo Demoliner |

| Andrés Molteni        |
| H. Podlipnik-Castillo |

| Sergej Petov    |
| Aljeksandr Bury |

| Sergej Petov    |
| Aljeksandr Bury |

| Johan Brunström |
| Frank Moser     |

| Sean Thornley |
| Darren Walsh  |

| Sean Thornley |
| Darren Walsh  |

| Wesley Koolhof   |
| Matwé Middelkoop |

| Jonathan Erlich    |
| Philipp Petzschner |

| Jonathan Erlich    |
| Philipp Petzschner |

| Mateusz Kowalczyk |
| Igor Zelenay      |

| Brydan Klein |
| David Rice   |

| Mateusz Kowalczyk |
| Igor Zelenay      |

| Matthias Bachinger |
| Dominik Meffert    |

| Gero Kretschmer    |
| Alexander Satschko |

| Gero Kretschmer    |
| Alexander Satschko |

| Martin Emmrich     |
| Andreas Siljeström |

| M.Á. Reyes-Varela |
| Divij Sharan      |

| M.Á. Reyes-Varela |
| Divij Sharan      |

| Alessandro Motti |
| Stéphane Robert  |

| Fabrice Martin |
| Purav Raja     |

| Fabrice Martin |
| Purav Raja     |